# Adalbert Mila
Ludwig Adalbert Mila, auch Louis Adalbert Mila (*  22. März 1833 in Berlin; † April 1903 ebenda) war ein deutscher Amtsgerichtsrat und Militärhistoriker.

## Leben
Adalbert Mila war der Sohn des Geheimen Justizrats Charles Louis Mila (1798–1865) und dessen Ehefrau Henr. Louise Therese, geborene Winter (1809–1883). Adalbert Mila besuchte in Berlin das Königliche Friedrich-Wilhelms-Gymnasium und bestand 1852 das Abitur. Er studierte an der Friedrich-Wilhelms-Universität Berlin und der Ruprecht-Karls-Universität Heidelberg, wurde Rechts-Candidat am Kammergericht und im Oktober 1855 zum Auskultator, im Jahr 1858 zum Referendar und im Februar 1861 zum Gerichtsassessor ernannt.
Später wirkte er als Amtsgerichtsrat in Berlin.
Adalbert Mila war Mitglied des Vereins für die Geschichte Berlins. Er beschäftigte sich mit Militärgeschichte, veröffentlichte 1878 ein Werk über die Geschichte der Bekleidung und Ausrüstung der Königlich Preussischen Armee und war Gründungsmitglied und der erste Vorsitzende der am 1. Dezember 1898 im Berliner Künstlerhaus gegründeten Gesellschaft für Heereskunde.
Er war verheiratet mit Cäcilie Rosalie Amalie, geborene von Schirmann. Das Ehepaar hatte einen Sohn.

## Werke (Auswahl)
- Geschichte der Bekleidung und Ausrüstung der Königlich Preussischen Armee in den Jahren 1808 bis 1878. Zugleich eine Ergänzungsschrift der Uniformierungs-Liste des Deutschen Reichs-Heeres. Mittler, Berlin 1878 (hathitrust.org)
- Ein Berliner Uniforms-Unicum. In:  Mittheilungen des Vereins für die Geschichte Berlins. Nr. 2, 1887, S. 40–42 (zlb.de).